# 상촌집
상촌집은 신흠(申欽：1566~1628)이 기록한 서적이다.

## 구성
부록 이외에 본문만 1권부터 60권에 달하는 양으로 구성되어 있다.

## 역사적 의의
제 56권, 지(志)는 임진왜란 중 신흠이 실제 겪거나 느꼈던 사항들을 담고 있다. 특히 임진왜란 초기에 신립을 따라 조령의 전투(탄금대전투)에 참전하는 등 역사적으로 매우 의의가 높은 기록을 많이 남겼다.
임진년에 왜구가 흔단의 계기를 만든 시말에 관한 기록[壬辰倭寇構釁始末志]
본국이 무함을 당한 시말에 관한 기록[本國被誣始末志]
본국이 병화를 입은 기록[本國被兵志]
여러 장사들이 왜란 초에 무너져 패한 기록[諸將士難初陷敗志]
중국이 시종 군사를 내보내 도와준 것에 관한 기록[天朝先後出兵來援志]